# Samarracultuur
| Geschiedenis van Mesopotamië |                                              |                                              |                                              |                                                                        |                                                                        |                                                                        |                                                                        |
| Prehistorisch Mesopotamië pre–3100 v. Chr. Hassunacultuur 6400-5800 Samarracultuur 5500-4800 Halafcultuur 5500-4500 Obeidcultuur 5500-4000 Urukperiode 4000-3100                              |                                              |                                              |                                              |                                                                        |                                                                        |                                                                        |                                                                        |
| Sumerië Jemdet Nasr-periode 3100-2900 Vroeg-dynastieke periode 2900-2350 Ebla 2500-2350 — Mari 2900- 1750 Akkadische Rijk 2350-2150 Guti-overheersing 2212–2120 Neo-Sumerische Rijk 2120–2004 |                                              |                                              |                                              |                                                                        |                                                                        |                                                                        |                                                                        |
| Tijd van Isin en Larsa 2004–1763 v. Chr. | Tijd van Isin en Larsa 2004–1763 v. Chr.     | Tijd van Isin en Larsa 2004–1763 v. Chr.     | Tijd van Isin en Larsa 2004–1763 v. Chr.     | Oud-Assyrische periode 2000–1756 v. Chr.                               | Oud-Assyrische periode 2000–1756 v. Chr.                               | Oud-Assyrische periode 2000–1756 v. Chr.                               | Oud-Assyrische periode 2000–1756 v. Chr.                               |
| Babylonië Oud-Babylonische Rijk 1750-1595 |                                              |                                              |                                              |                                                                        |                                                                        |                                                                        |                                                                        |
| Karduniaš 1590-1100 Midden-Babylonische Rijk | Karduniaš 1590-1100 Midden-Babylonische Rijk | Karduniaš 1590-1100 Midden-Babylonische Rijk | Karduniaš 1590-1100 Midden-Babylonische Rijk | Mitanni 15e eeuw Midden-Assyrische Rijk 1400-1200 Hanigalbat 1400-1200 | Mitanni 15e eeuw Midden-Assyrische Rijk 1400-1200 Hanigalbat 1400-1200 | Mitanni 15e eeuw Midden-Assyrische Rijk 1400-1200 Hanigalbat 1400-1200 | Mitanni 15e eeuw Midden-Assyrische Rijk 1400-1200 Hanigalbat 1400-1200 |
| Nieuw-Assyrische Rijk 900-609 |                                              |                                              |                                              |                                                                        |                                                                        |                                                                        |                                                                        |
| Nieuw-Babylonische Rijk 626-539 |                                              |                                              |                                              |                                                                        |                                                                        |                                                                        |                                                                        |
| Portaal Geschiedenis Portaal Mesopotamië |                                              |                                              |                                              |                                                                        |                                                                        |                                                                        |                                                                        |

De Samarracultuur is een laat-neolithische archeologische cultuur in Noord-Mesopotamië, ruwweg gedateerd op 5500-4800 v.Chr. Ze overlapt gedeeltelijk met de Hassuna- en vroege Ubaidcultuur. De cultuur werd voor het eerst erkend tijdens opgravingen door de Duitse archeoloog Ernst Herzfeld op de site van Samarra. Andere sites waar Samarraans materiaal is gevonden, zijn onder meer Tell Shemshara, Tell es-Sawwan en Yarim Tepe.
Bij Tell es-Sawwan tonen bewijzen van irrigatie, inclusief de teelt van vlas, de aanwezigheid van een welvarende gevestigde cultuur met een sterk georganiseerde sociale structuur. 
De cultuur is vooral bekend om zijn fijn gemaakte aardewerk versierd met gestileerde dieren, waaronder vogels, en geometrische ontwerpen op een donkere achtergrond. Dit wijdverbreide type aardewerk, een van de eerste wijdverbreide, relatief uniforme aardewerkstijlen in het Oude Nabije Oosten, werd voor het eerst erkend in Samarra. 
De Samarracultuur was de voorloper van de Mesopotamische cultuur van de Ubaid-periode.